# 圖伊河畔奧庫馬雷
圖伊河畔奧庫馬雷是委內瑞拉的城市，由米蘭達州負責管轄，位於該國北部，始建於1597年，海拔高度150米，主要經濟活動有農業和畜牧業，2005年人口166,112。